# Яровий Пилип Степанович
Пилип Степанович Яровий (1919, Порадівка — 12 вересня 1942, Михайлівське) — радянський льотчик-винищувач, Герой Радянського Союзу (1942), роки німецько-радянської війни командир 2-ї авіаційної ескадрильї 131-го винищувального авіаційного полку 217-ї винищувальної авіаційної дивізії 4-ї повітряної армії Закавказького фронту.

## Біографія
Народився в 1919 році в селі Порадівці Київської губернії (нині Лисянського району, Черкаської області) в селянській родині. Українець. Закінчив два курси сільськогосподарського технікуму і аероклуб в місті Феодосії.
У Червоній Армії з 1939 року. У тому ж році закінчив Качинську військову авіаційну школу пілотів. Учасник німецько-радянської війни з червня 1941 року. Командир 2-ї авіаційної ескадрильї 131-го винищувального авіаційного полку (217-а винищувальна авіаційна дивізія, 4-а повітряна армія, Закавказький фронт) кандидат у члени ВКП(б) лейтенант Пилип Яровий до серпня 1942 року здійснив 167 успішних бойових вильотів, у повітряних боях збив чотири ворожих літака.
12 вересня 1942 року в районі міста Малгобек (нині Республіка Інгушетія), старший лейтенант Яровий П. С., прикриваючи вимушену посадку ведучого, у повітряному бою проти двох «мессершміттів», загинув у лобовій атаці.
Похований у селі Михайлівському Північної Осетії.

## Нагороди
Указом Президії Верховної Ради СРСР від 23 листопада 1942 року за зразкове виконання бойових завдань командування на фронті боротьби з німецько-фашистськими загарбниками і проявлені при цьому мужність і героїзм лейтенантові Яровому Пилипу Степановичу присвоєно звання Героя Радянського Союзу.
Нагороджений орденом Леніна і орденом Червоного Прапора.